# Lorenzo Tio
Lorenzo Tio junior, geboren als Anselm Lorenzo Tio, (New Orleans, 21 april 1893 - New York, 24 december 1933) was een Amerikaanse jazzklarinettist in de New Orleans-jazz en leraar van talrijke musici uit New Orleans. Hij speelde ook hobo.

## Biografie
Lorenzo Tio was muzikaal klassiek gevormd en was, net zoals zijn vader Lorenzo Tio senior (1867–1908) en zijn oom Louis 'Papa' Tio in New Orleans als klarinettist zeer bekend. Al op zijn negende speelde hij in marching-bands, toen hij 17 was was hij actief in de Onward Brass Band en de Excelsior Brass Band. Hij speelde in grote bands zoals het "Lyre Club Symphony Orchestra“ en in kleinere brass-bands. In 1913 speelde hij bij Papa Celestin en in 1915 met King Oliver, in Pete Lala’s. In 1916 ging hij met de groep van Manuel Perez naar Chicago, waar hij ook met Charlie Elgar speelde. Hij speelde echter ook altijd nog in New Orleans, bijvoorbeeld met Papa Celestin. Van 1918 tot 1928 werkte hij veel met Armand J. Piron, waarmee hij in New York opnames maakte (1923). In 1930 verhuisde hij naar New York, waar hij regelmatig met collega-musici uit New Orleans werkte op schepen die op de Hudson voeren, maar ook in bijvoorbeeld de Cotton Club. Tio heeft opgenomen met onder meer Sidney Bechet, Clarence Williams (1924) en Jelly Roll Morton (1930).
Tio was belangrijk voor de jazz in New Orleans, vooral ook omdat hij les heeft gegeven aan grote jazzmusici, zoals Sidney Bechet, Albert Nicholas, Jimmie Noone, Omer Simeon, Johnny Dodds, Louis Cottrell junior, Emile Barnes, Wade Whaley en Barney Bigard. Hij leerde ze niet alleen spelen, maar gaf ze ook les in noten lezen, muziektheorie en speltechnieken voor de klarinet. Tio meende dat een degelijke kennis van de grondbeginselen vanzelf leidde tot improvisaties als de musici met anderen samenspeelden.
Tio was getrouwd met de zuster van Peter Bocage, Lillian. Deze speelde gitaar.